# Maurice Bourgine
Maurice Léon Bourgine (* 15. Januar 1879 in Saint-Joseph, Réunion; † 23. September 1963 in Pamiers) war ein französischer Kolonialbeamter. Er war Gouverneur der Elfenbeinküste, von Niger und Dahomey sowie Kommissar von Französisch-Togo.

## Leben
Maurice Bourgine besuchte das Lycée Leconte-de-l’Isle in Saint-Denis auf Réunion. 1899 wurde er in die École coloniale in Paris aufgenommen. Er war ein Jahrgangskollege von Joost van Vollenhoven. Bourgine trat anschließend in den Kolonialdienst in Französisch-Westafrika ein. Er war ab 1903 in Senegal, ab 1911 in Guinea und ab 1914 in Dahomey tätig. 1916 wurde er in die Elfenbeinküste versetzt, wo er von 1927 bis 1928 von Maurice Lapalud interimsmäßig das Amt des Gouverneurs übernahm. Bourgine wurde 1933 als Nachfolger von Théophile Tellier Gouverneur von Niger, was er bis 1934 blieb. Von 1934 bis 1935 stand er als Kommissar an der Spitze der Verwaltung von Französisch-Togoland und von 1935 bis 1937 war er schließlich als Gouverneur von Dahomey tätig. In dessen Hauptstadt Porto-Novo heiratete Maurice Bourgine 1936 Eliane Octobon.